# Ferdinandy Gyula
Hidasnémeti Ferdinandy Gyula (Kassa, 1873. június 1. – Szikszó, 1960. január 16.) a hidasnémeti Ferdinandy-család egyik legismertebb tagja, politikus, jogász, igazságügyminiszter, később pedig belügyminiszter.

## Életpályája
A nemesi származású hidasnémeti Ferdinandy-család sarja. Édesapja, hidasnémeti Ferdinandy Bertalan (1821-1894), királyi tanácsos, Abaúj vármegye első alispánja, Kassa, Eperjes, Bártfa és Kisszeben szabad királyi városok főispánja, édesanyja, brünwaldi Rozeth Johanna (1834-1902) volt. Gyula unokaöccse, hidasnémeti Ferdinandy Mihály (1912-1993) író, történész, volt.
Középiskolai tanulmányait Kassán végezte, majd Budapesten szerzett jogi doktorátust és tanári képesítést.
Pályafutását Abaúj-Torna vármegye szolgabírójaként kezdte 1895-ben, ezután 1901-ben aljegyző, 1906-ban pedig már a vármegye főjegyzője. 1912-1919 között a Kassai Királyi Jogakadémia tanára. 1918-ban az akadémia dékánjává nevezték ki. 1920-22 a garbócbogdányi kisgazdapárti nemzetgyűlés képviselője volt.
1920-ban márciustól júliusig a Simonyi-Semadam kormány igazságügyminisztere. Ezt a beosztását a Teleki kormányban belügyminiszteri tisztségére cseréli le, amit 1920 júliusától 1921 februárjáig töltött be.
1917-ben Kassáról végleg 50 holdas abaújvári birtokára költözött.
Igazságügyminisztersége alatt tett főbb intézkedései: az árdrágító visszaélésekről szóló törvény meghozatala, valamint a vagyon és személyiség védelemről szóló törvény elkészítése.
Belügyminisztersége idején született meg a megyei és községi választásról szóló törvény, valamint a nemzetgyűlés választójogi reform átalakításának előkészítése. Mindkettőben tevékenyen részt vett.

## Családja
1900-ban Jánokon vette feleségül a nemesi származású Sziklay Klárát (1881-1969), aki Sziklay Ede (1812-1900), Gömör-Kishont vármegye táblabirája, főszolgabíró, és egerfarmosi és brezovai Brezovay Klára (1859-1938) lánya volt. Ferdinandy Gyula és Sziklay Klára  házasságából két gyermek született:
- Hidasnémeti Ferdinandy Ilona (1901-1987),[6] Dr. Cseke György (1902-1975),[7] ügyész neje (Batiz András anyai nagyanyja).
- Hidasnémeti Ferdinandy Klára (1902-?), Benedicty Béla (1900-1963), tápiószelei evangélikus egyház felügyelője, földbirtokos neje.[8]

## Írásai
- Abauj-Torna vármegye 1905-906. évi alkotmányos ellenállásának története; előszó Szalay László; Vitéz, Kassa, 1908
- Vármegyék reformja (1910)
- A hadügyi közigazgatás reformja (1910)
- Az önkormányzati alkalmazottak fegyelmi felelőssége; bev. Benkő Albert; s.n., Bp., 1912 – pályadíjat kapott érte
- Hadügyi közigazgatás; Ranschburg Biz., Bp., 1913
- Törvényhatósági jog; Ranschburg, Bp., 1913
- A község szociális feladatai (1916)
- A falu szociális szervezeti kérdései. Közigazgatási jogi tanulmány; s.n., Bp., 1917
- Közjogi problémák. Felségjogok, 1-2.; Uránia, Bp., 1937
- Közigazgatási reform; Magyar Távirati Iroda Ny., Bp., 1941
- Ferdinándy Gyula elnöki megnyitója a Magyar Nemzeti Szövetség Kasai Körének díszközgyűlésén; Szent Erzsébet Ny., Kassa, 1944